# 塩原温泉天皇の間記念公園
塩原温泉天皇の間記念公園（しおばらおんせん てんのうのまきねんこうえん）とは、栃木県那須塩原市にかつて存在した旧塩原御用邸の建物のうち、最後まで残されていた天皇御座所を近隣に移築保存したものである。

## 概要
塩原御用邸廃用後は、厚生労働省へ移管され、国立塩原視力障害センターとなったが、同センターの設備の拡充とともに、旧塩原御用邸の建物は失われていき、「天皇の間」として現地保存されていた天皇御座所も、1981年3月に取り壊しが決まったが、周辺住民の要望もあり旧塩原町が文化活性化のために厚生労働省に払い下げを申請し取得し、栃木県の補助を受け、約500m離れた町有地に解体移築した。移築事業費は約2千万円で、移築のための解体工事は同年5月に着手し、柱は1本ごとに、天井板や屋根板も1枚ごとに番号を割り振り、文化財専門業者により新築以上の手間をかけ同年9月までに外観が完成した。払い下げ申請と並行して、栃木県教育委員会に文化財指定を申請しており、1981年9月29日付栃木県教育委員会公告により「旧塩原御用邸新御座所」として、栃木県有形文化財に指定された。

### 公園概要
- 所在地：栃木県那須塩原市塩原1266番地113
- 入場は有料
- 駐車場は数台分あり。
- 営業時間は午前9時 - 午後5時（冬季は午後4時半までに短縮）
- 定休日は毎週水曜日だが夏休み期間中は無休となる

### 天皇の間
- 木造平屋建入母屋造り、開口十間、奥行き八間、二重回廊を廻らし田の字型の夏型御座所。明治38年の建築で、このときは東京の宮内省で仮組したのを分割して塩原御用邸まで輸送した。塩原への道が狭かったためである[5]。151,6平方メートル、12畳の部屋が3つ、15畳の部屋が1つである。

### 歌碑
- 幼少期に毎年夏に旧塩原御用邸で避暑していた三笠宮崇仁親王が11歳のころに詠んだ和歌を、崇仁の卒寿を記念して塩原の住民が2006年に建立。除幕式には崇仁も出席した[6]。

## 交通アクセス
- 西那須野駅または那須塩原駅西口よりJRバスの塩原温泉バスターミナル行き路線バスで「塩原福渡」バス停下車、徒歩6分程度。
- 上三依塩原温泉口駅より那須塩原市営バス塩原・上三依線にて「天皇の間記念公園前」バス停下車すぐ